# Comuna Severînivka, Tarașcea
Severînivka (în ucraineană Северинівка) este o comună în raionul Tarașcea, regiunea Kiev, Ucraina, formată din satele Krasiukî și Severînivka (reședința).

## Demografie
Componența lingvistică a comunei Severînivka
     Ucraineană (98,39%)
     Rusă (1,61%)
Conform recensământului din 2001, majoritatea populației comunei Severînivka era vorbitoare de ucraineană (98,39%), existând în minoritate și vorbitori de rusă (1,61%).